# Carlos Floriano
Carlos Javier Floriano Corrales (Cáceres, 12 febbraio 1967) è un politico spagnolo.

## Biografia
Si laureato in Giurisprudenza nel 1989 all'Università di Estremadura ed ha proseguito gli studi nel Regno Unito. Dopo aver conseguito un dottorato di ricerca in Diritto ha intrapreso la carriera accademica insegnando Economia applicata e Diritto dell'economia.

## Attività politica
Inizia a fare politica nell'ultimo decennio del XX secolo. Nel 1990 è presidente dell'organizzazione giovanile del Partito Popolare e nel 1993 diventa Vice Segretario della sezione dell'Estremadura.
Nel 2000 diventa poi Segretario della stessa. Dal 2003 è entrato a far parte del parlamento di Spagna prima come senatore e poi come deputato.
Nel giugno 2015 viene nominato portavoce del PP nazionale con il compito di coadiuvare Mariano Rajoy nell'organizzazione del movimento politico.